# Vincent Lindon

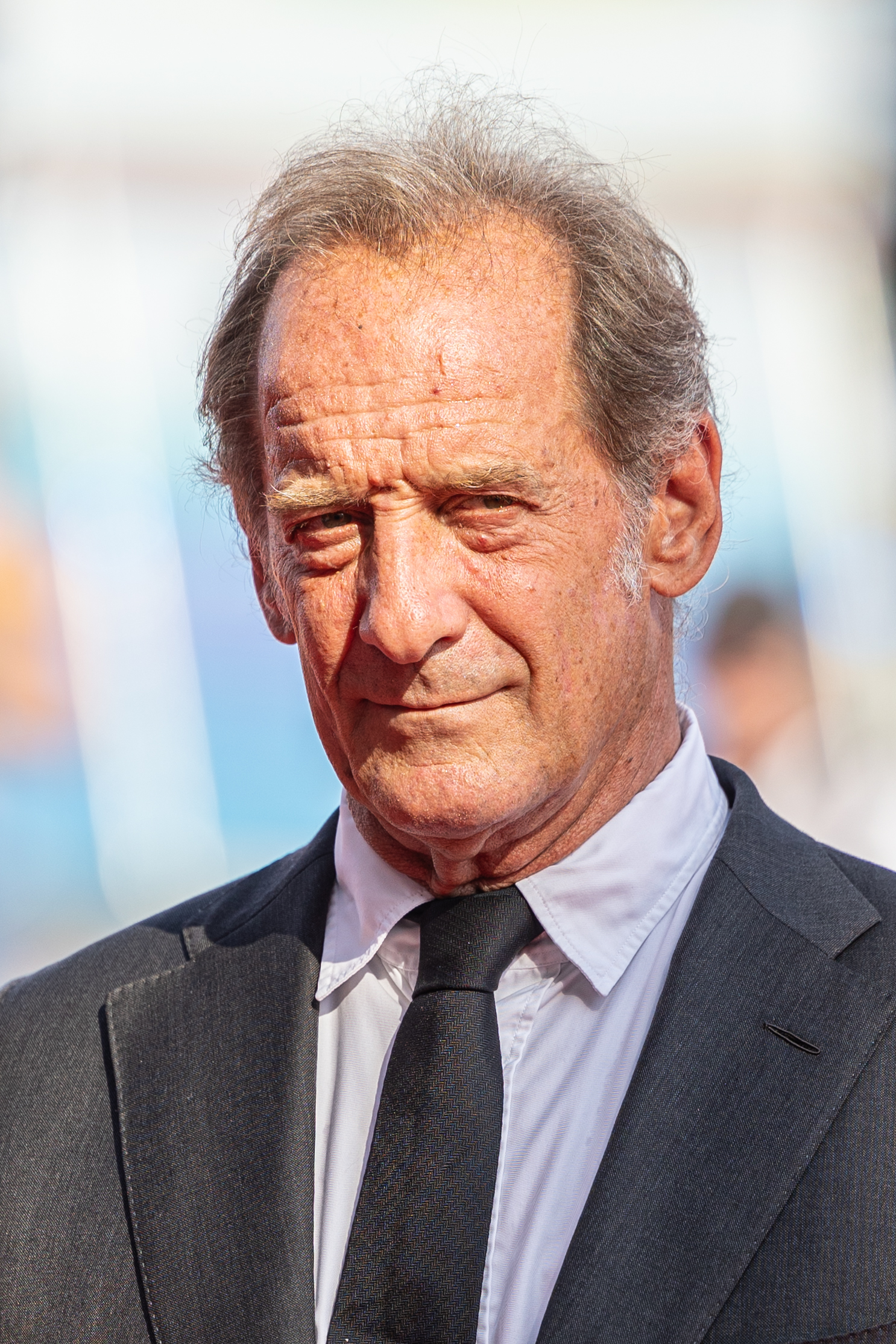
Vincent Lindon (2024)

Vincent Lindon (* 15. Juli 1959 in Boulogne-Billancourt, Département Hauts-de-Seine bei Paris, Frankreich) ist ein französischer Filmschauspieler.

## Leben und Laufbahn
Vincent Lindon ist Sohn eines Industrie-Managers und einer Modejournalistin. Er studierte 1979 zehn Monate in New York Musik und kehrte anschließend nach Frankreich zurück, um sich der Schauspielerei zuzuwenden. 1981 ging er als Regisseur mit dem Komiker Coluche auf eine landesweite Bühnentournee; zwei Jahre später gab er sein Debüt als Schauspieler in einem Kinofilm. Nach anfänglich kleinen Rollen baute er sich während der 1990er Jahre stetig eine Karriere auf. In recht unterschiedlichen Geschichten (Dramen, Melodramen, Komödien, Krimis) spielte er vor allem „ganze Kerle“, die meist männlich-herb, doch auch mit verletzlichen Seiten ausgestattet waren. Zu seinen Filmpartnern zählten französische Leinwandstars von Yves Montand über Alain Delon bis hin zu Stéphane Audran, Sophie Marceau und Catherine Deneuve.
Im Jahr 1989 erhielt Vincent Lindon den Patrick-Dewaere-Preis, der an vielversprechende Nachwuchsschauspieler verliehen wurde. Mehrfach wurde er für den César nominiert und schließlich 2016 für seine Darstellung eines Langzeitarbeitslosen in Stéphane Brizés Der Wert des Menschen als bester Hauptdarsteller ausgezeichnet. Für diese Rolle hatte er bereits im Jahr zuvor den Darstellerpreis der Filmfestspiele von Cannes gewonnen.
Im Jahr 2022 wurde Lindon zum Jurypräsidenten der 75. Filmfestspiele von Cannes berufen. Im Vorjahr hatte er die männliche Hauptrolle in Julia Ducournaus Spielfilm Titane gespielt, der in Cannes mit der Goldenen Palme ausgezeichnet wurde.
Lindon war in den 1980er Jahren mit Claude Chirac, der Tochter des späteren französischen Präsidenten Jacques Chirac, und von 1990 bis 1995 mit Caroline von Monaco liiert. 1998 heiratete er die französische Schauspielerin Sandrine Kiberlain, von der er mittlerweile getrennt lebt. Er hat zwei Kinder.
2022 wurde er in die Academy of Motion Picture Arts and Sciences (AMPAS) berufen, die alljährlich die Oscars vergibt. Zwei Jahre später gewann er den Darstellerpreis des Filmfestivals von Venedig 2024 für seine Hauptrolle in dem Drama Jouer avec le feu.

## Filmografie (Auswahl)
- 1983: Tödliche Spur (Le faucon) – Regie: Paul Boujenah
- 1984: Die Abrechnung (L’addition) – Regie: Denis Amar
- 1984: Geschichte eines Lächelns (Notre histoire) – Regie: Bertrand Blier
- 1985: Der Panther (Parole de flic) – Regie: José Pinheiro
- 1985: Betty Blue – 37,2 Grad am Morgen (37°2 le matin) – Regie: Jean-Jacques Beineix
- 1986: Ein Tag in Paris (Suivez mon regard) – Regie: Jean Curtelin
- 1986: Freddy, der Ahnungslose (Prunelles blues) – Regie: Jacques Otmezguine
- 1986: Half Moon Street – Regie: Bob Swaim
- 1986: Yiddish Connection – Regie: Paul Boujenah
- 1987: Letzter Sommer in Tanger (Dernier été à Tanger) – Regie: Alexandre Arcady
- 1987: A Man in Love (Un homme amoureux) – Regie: Diane Kurys
- 1988: Einige Tage mit mir (Quelques jours avec moi) – Regie: Claude Sautet
- 1988: Die Studentin (L’étudiante) – Regie: Claude Pinoteau
- 1990: Ein Sommer an der See (La Baule-les-Pins) – Regie: Diane Kurys
- 1990: So sind die Tage und der Mond (Il y a des jours… et des lunes) – Regie: Claude Lelouch
- 1990: Gaspard et Robinson – Regie: Tony Gatlif
- 1990: Rückkehr eines Toten (Netchaïev est de retour) – Regie: Jacques Deray
- 1992: Die schönste Geschichte der Welt (La belle histoire) – Regie: Claude Lelouch
- 1992: Die Krise (La crise) – Regie: Coline Serreau
- 1993: Alles für die Liebe (Tout ça… pour ça!) – Regie: Claude Lelouch
- 1994: L’irrésolu – Regie: Jean-Pierre Ronssin
- 1995: Hass (La haine) – Regie: Mathieu Kassovitz
- 1996: Vite strozzate – Regie: Ricky Tognazzi
- 1996: Les victimes – Regie: Patrick Grandperret
- 1996: Der grüne Planet – Besuch aus dem All (La belle verte) – Regie: Coline Serreau
- 1997: Fred – Regie: Pierre Jolivet
- 1997: Der siebte Himmel (Le septième ciel) – Regie: Benoît Jacquot
- 1997: Paparazzi – Fotos um jeden Preis (Paparazzi) – Regie: Alain Berbérian
- 1998: Schule des Begehrens (L’école de la chair) – Regie: Benoît Jacquot
- 1999: Meine schöne Schwiegermutter (Belle maman) – Regie: Gabriel Aghion
- 1999: Alles für die Firma (Ma petite entreprise) – Regie: Pierre Jolivet
- 1999: Nur kein Skandal! (Pas de scandale) – Regie: Benoît Jacquot
- 2001: Kinder haften für ihre Eltern (Mercredi, folle journée!) – Regie: Pascal Thomas
- 2001: Chaos – Regie: Coline Serreau
- 2002: Le frère du guerrier – Regie: Pierre Jolivet
- 2002: Vendredi soir – Regie: Claire Denis
- 2002: Filles uniques – Regie: Pierre Jolivet
- 2003: Le coût de la vie – Regie und Drehbuch: Philippe Le Guay
- 2003: Les clefs de bagnole – Regie: Laurent Baffie
- 2004: La Confiance règne – Regie: Étienne Chatiliez
- 2005: Der Schnurrbart (La moustache) – Regie: Emmanuel Carrère
- 2005: L’Avion – Das Zauberflugzeug (L’avion) – Regie: Cédric Kahn
- 2006: Selon Charlie – Regie: Nicole Garcia
- 2007: Kann das Liebe sein? (Je crois que je l’aime) – Regie: Pierre Jolivet
- 2007: Ceux qui restent – Regie: Anne Le Ny
- 2008: Die Drachenjäger – Der Film (Chasseurs de dragons) – Regie: (Sprechrolle)
- 2008: Wenn wir zusammen sind (Mes amis, mes amours) – Regie: Lorraine Lévy
- 2008: Ohne Schuld (Pour elle) – Regie: Fred Cavayé
- 2009: Welcome – Regie: Philippe Lioret
- 2009: Mademoiselle Chambon – Regie: Stéphane Brizé
- 2011: Un cœur qui bat – Regie: Christophe Barraud, Sophie Révil
- 2011: La permission de minuit – Regie: Delphine Gleize
- 2011: Pater – Regie: Alain Cavalier
- 2011: All unsere Wünsche (Toutes nos envies) – Regie: Philippe Lioret
- 2012: Augustine – Regie: Alice Winocour
- 2012: Der letzte Frühling (Quelques heures de printemps) – Regie: Stéphane Brizé
- 2013: Les Salauds – Dreckskerle (Les salauds) – Regie: Claire Denis
- 2014: Mea Culpa – Im Auge des Verbrechens (Mea culpa) – Regie: Fred Cavayé
- 2015: Tagebuch einer Kammerzofe (Journal d’une femme de chambre) – Regie: Benoît Jacquot
- 2015: Der Wert des Menschen (La loi du marché) – Regie: Stéphane Brizé
- 2015: Der Kleine Prinz (The Little Prince) – Regie: Mark Osborne (Sprechrolle)
- 2015: Les chevaliers blancs – Regie: Joachim Lafosse
- 2017: Auguste Rodin (Rodin) – Regie: Jacques Doillon
- 2018: Die Erscheinung – Regie: Xavier Giannoli
- 2018: Streik (En guerre) – Regie: Stéphane Brizé
- 2021: Enthüllung einer Staatsaffäre (Enquête sur un scandale d’État)
- 2021: Titane – Regie: Julia Ducournau
- 2021: Another World (Un autre monde) – Regie: Stéphane Brizé
- 2022: Mit Liebe und Entschlossenheit (Avec amour et acharnement) – Regie: Claire Denis
- 2023: Comme un fils – Regie: Nicolas Boukhrief
- 2023–2024: Of Money and Blood Miniserie 12 Episoden Regie Xavier Giannoli, Frédéric Planchon
- 2024: Le deuxième acte – Regie: Quentin Dupieux
- 2024: Jouer avec le feu – Regie: Delphine und Muriel Coulin

## Auszeichnungen
- 1989: Prix Jean Gabin

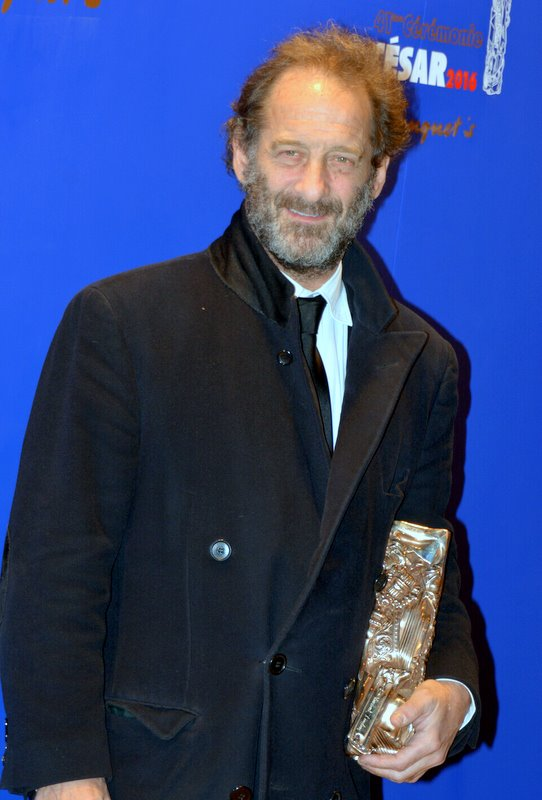
Vincent Lindon bei der Verleihung des César 2016

- 1993: César-Nominierung, Bester Hauptdarsteller, für Die Krise
- 2000: César-Nominierung, Bester Hauptdarsteller, für Alles für die Firma
- 2007: Chlotrudis Award, Bester Hauptdarsteller, für Der Schnurrbart
- 2008: César-Nominierung, Bester Hauptdarsteller, für Ceux qui restent
- 2008: Nominierung Globe de Cristal, Bester Schauspieler, für Ceux qui restent
- 2010: César-Nominierung, Bester Hauptdarsteller, für Welcome
- 2010: Nominierung Globe de cristal, Bester Schauspieler, für Welcome
- 2010: Europäisches Silbernes Band des Sindacato Nazionale Giornalisti Cinematografici Italiani für Welcome
- 2013: Nominierung Globe de Cristal, Bester Schauspieler, für Der letzte Frühling
- 2015: Preis als Bester Darsteller, Internationale Filmfestspiele von Cannes 2015, für Der Wert des Menschen
- 2015: Nominierung Europäischer Filmpreis, Europäischer Schauspieler, für Der Wert des Menschen
- 2015: Silberner Pfau, International Film Festival of India, für Der Wert des Menschen
- 2016: César, Bester Hauptdarsteller, für Der Wert des Menschen
- 2016: Magritte-Ehrenpreis
- 2024: Filmfestivals von Venedig, Coppa Volpi – Bester Darsteller, für Jouer avec le feu